# Лагадин
Лагадин (мкд. Лагадин) је насеље у Северној Македонији, у југозападном делу државе. Лагадин припада општини Охрид.
Лагадин има статус града, мада је насеље у суштини туристичко и се састоји од пар десетина приватних вила и неколико хотела.

## Географија
Насеље Лагадин је смештено у крајње југозападном делу Северне Македоније. Од најближег града, Охрида, насеље је удаљено 10 km јужно.
Лагадин се налази у историјској области Охридски крај, која се обухвата источну и североисточну обалу Охридског језера. Насеље је смештено на источној обали Охридског језера, а источно од њега се стрмо издиже планина Галичица. Надморска висина насеља је приближно 710 метара.
Клима у насељу, и поред знатне надморске висине, има жупне одлике, па је пре умерено континентална него планинска.

## Историја
Лагадин је ново насеље, подигнуто за потребе развоја туризма у другој половини 20. века.

## Становништво
Лагадин је према последњем попису из 2002. године свега 20 становника. 
Већину становништва чине етнички Македонци (90%), а остало су махом Срби. Насеље туристичког карактера, па се током туристичке сезоне (лети) у Лагадину борави неупоредиво више људи. Током целе године ту је стално насељено само неколико породица. 
Већинска вероисповест је православље.